# Via medicea
La Via Medicea è un percorso trekking storico, artistico e naturalistico che si sviluppa in Toscana con una lunghezza di 78,3 km, avente come capolinea Prato e Fucecchio. Inaugurato il 12/10/2019, questo cammino unisce nel percorso quattro ville medicee patrimonio dell'Umanità UNESCO - Villa Medicea di Poggio a Caiano, Villa Medicea di Artimino, Villa Medicea di Cerreto Guidi e Villa Medicea di Quarrata - oltre a numerose altre emergenze storico-artistiche del territorio toscano.

## Storia
Il territorio del Montalbano è stato fin dall'antichità una zona di passaggio: ne sono testimonianza il gran numero di sentieri, i selciati di antiche vie (uno rilevante è stato riscoperto ad Orbignano, nei pressi di Vinci) e le numerose pievi ed abbazie che ospitavano viandanti e pellegrini, specialmente in epoca medievale (alcuni esempi sono la Pieve dei Santi Maria e Leonardo, l'Abbazia di San Martino in Campo o l'Abbazia di San Giusto al Pinone).
La Via Medicea come oggi la conosciamo è stata resa ufficiale nel 2018, grazie ad un progetto portato avanti dai comuni di Prato, Poggio a Caiano, Carmignano, Vinci, Cerreto Guidi, Fucecchio e Quarrata. Il percorso ricalca proprio alcune delle antiche vie che i viandanti percorrevano per spostarsi da un versante all'altro della catena montuosa.

## Percorso
Il percorso della Via Medicea si divide in quattro tappe principali, corrispondenti ad altrettante giornate di cammino, ed una tappa variante. Attraversa il territorio di sette comuni (Prato, Poggio a Caiano, Carmignano, Vinci, Cerreto Guidi, Fucecchio, Quarrata) e tre province (Prato, Pistoia e Firenze).

### Tappa 1: Prato-Artimino
La prima tappa è lunga 19,2 km e presenta un dislivello positivo di 791 m. La partenza è fissata nel parco delle Cascine Medicee (o Cascine di Tavola), nel comune di Prato. L'itinerario entra nel comune di Poggio a Caiano attraverso il Ponte Leopoldo II e qui è possibile visitare alcuni luoghi di pregio storico, artistico e naturalistico come la Villa Medicea di Poggio a Caiano, il parco del Barco Mediceo di Bonistallo, il Museo Soffici e del Novecento Italiano. Il percorso poi si inoltra sulle colline, entra nel comune di Carmignano e, dopo aver attraversato il borgo capoluogo in cui è possibile ammirare la Visitazione del Pontormo, giunge ad Artimino. Questo borgo medievale, celebre per la Villa "La Ferdinanda", è anche sede del Museo archeologico di Artimino "Francesco Nicosia", dedicato al patrimonio archeologico etrusco dell'area.

### Tappa 2: Artimino-Bacchereto
La seconda tappa è lunga 22 km e presenta un dislivello positivo di 1011 m. Questa tappa si sviluppa interamente nel territorio comunale di Carmignano, tranne un brevissimo tratto che consente di raggiungere l'Abbazia di San Martino in Campo, situata nel comune di Capraia e Limite. Durante il cammino si incontrano la Necropoli etrusca di Prato Rosello, la Pieve dei Santi Maria e Leonardo, la Pieve di San Giusto al Pinone e l'Area archeologica etrusca di Pietramarina. Con questa tappa si comincia ad inoltrarci nei boschi del Montalbano e si esplora una parte dell'antico Barco Reale. La giornata di cammino si conclude a Bacchereto, borgo famoso per ospitare la casa dei nonni di Leonardo da Vinci. Qui è possibile anche visitare il Museo delle antiche maioliche.

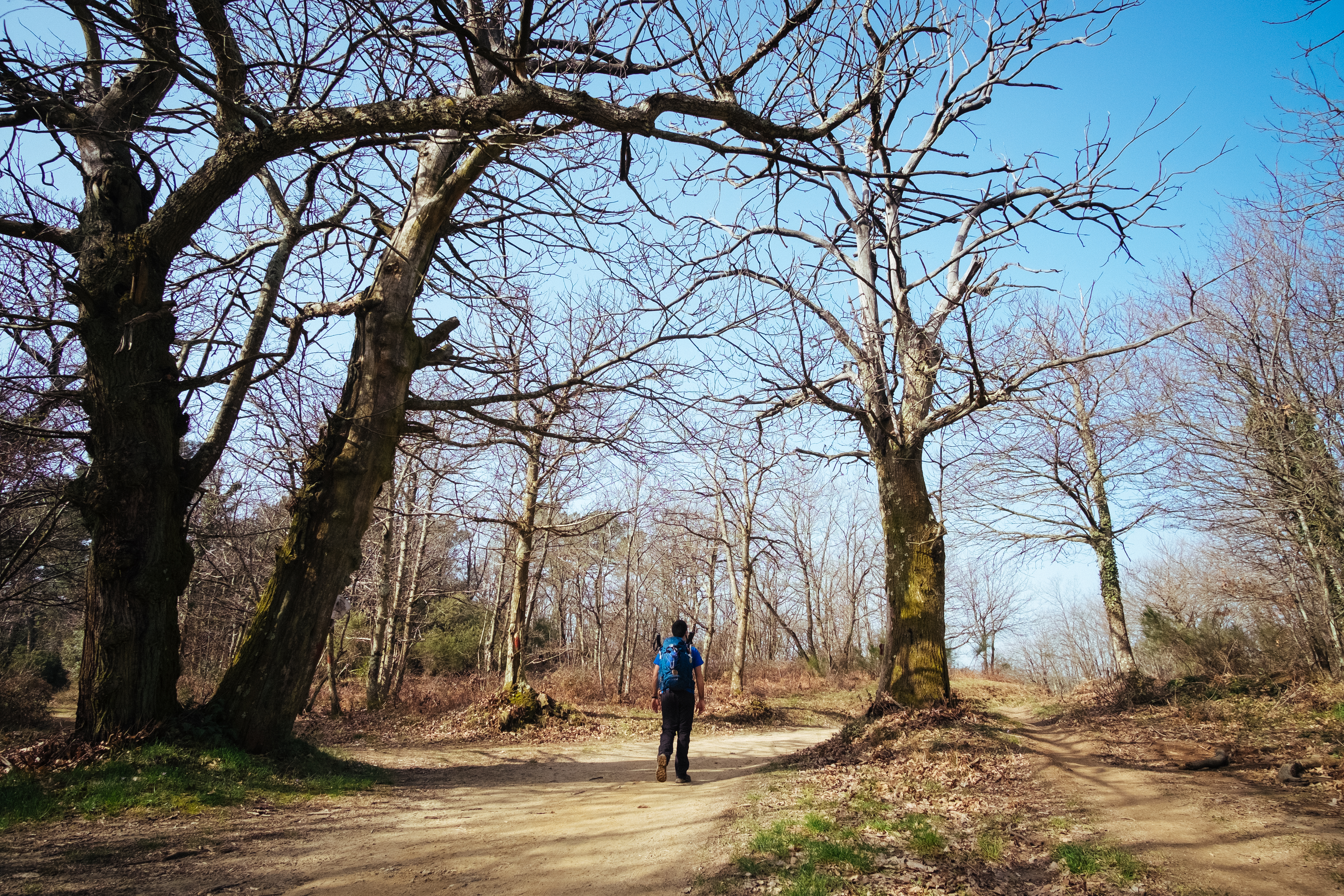
Tratto della Via Medicea sul Montabano in inverno

### Tappa 3: Bacchereto-Vinci
La terza tappa è lunga 18 km e presenta un dislivello positivo di 802 m. Prevede la salita sul crinale del Montalbano e la conseguente discesa sul versante opposto, fino alla destinazione: Vinci, città natale di Leonardo.

### Tappa variante: anello di Quarrata
La tappa variante è un anello, o meglio un "ferro di cavallo" che costituisce un'appendice della tappa 3. È lunga 15 km e presenta un dislivello positivo di 803 m. Consente di allungare il percorso fino a Quarrata, dove è possibile visitare la Villa "La Magia".

### Tappa 4: Vinci-Fucecchio
La quarta ed ultima tappa è lunga 19 km e presenta un dislivello positivo di 468 m. Si sviluppa in un contesto prevalentemente collinare nella prima parte e pianeggiante nella seconda parte. Lungo il percorso è possibile vedere la Villa medicea di Cerreto Guidi quando si attraversa il rispettivo borgo.

## Segnaletica

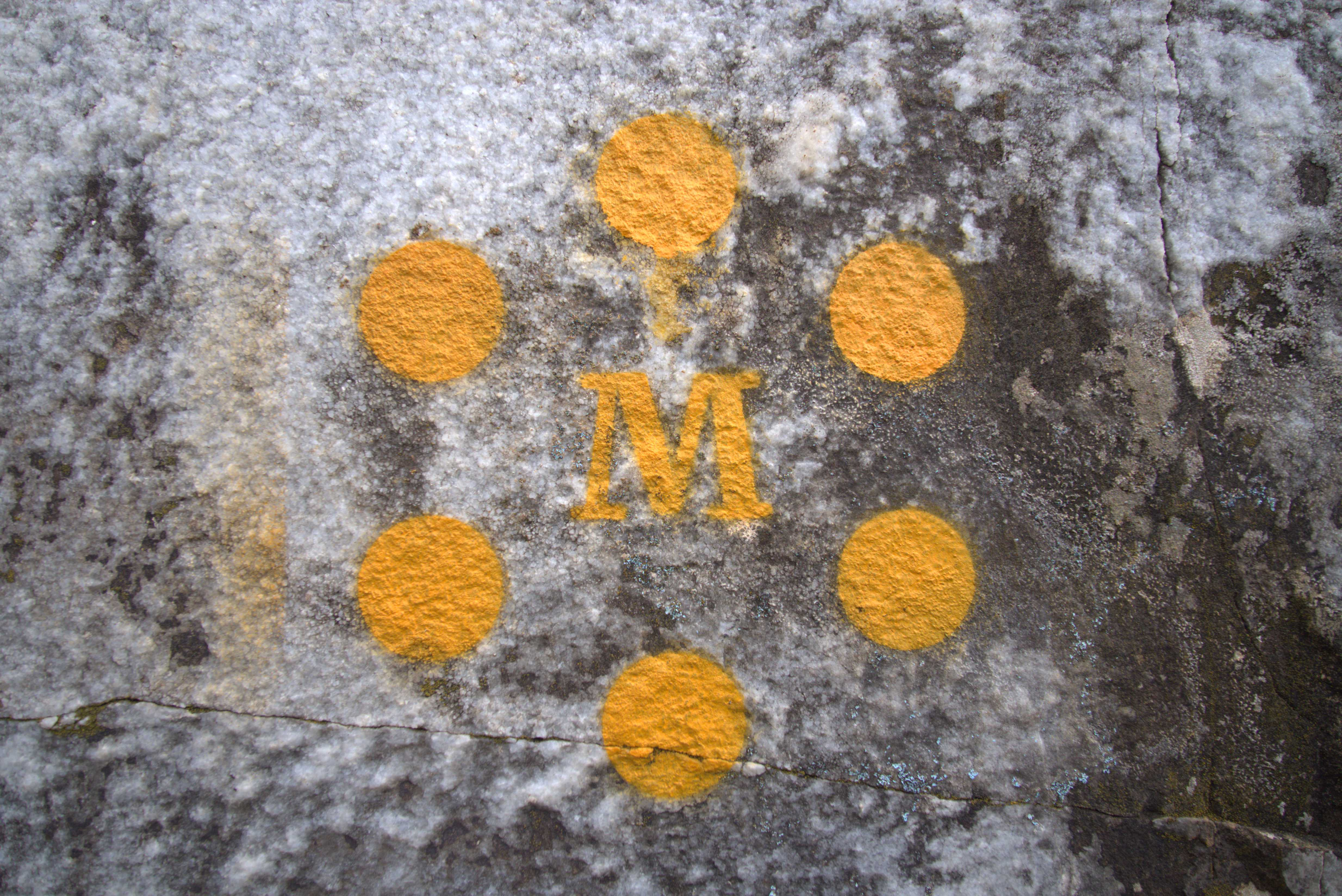
Simbolo della Via Medicea su una roccia

Il colore che identifica la Via Medicea è il giallo. Di questo colore sono le tacche su alberi e rocce nella zona boschiva ed i loghi ufficiali riprodotti in alcuni punti salienti del percorso. Sono inoltre presenti frecce ufficiali della RET, caratterizzate dai colori bianco e rosso, indicanti la direzione da seguire. Infine, in tutti i comuni attraversati dal cammino sono installati dei totem di approfondimento.

## Collegamenti con altri cammini
La Via Medicea interseca lungo il proprio percorso altri cammini:
- Via della Lana e della Seta: si incontrano a Prato.
- Cammino di San Jacopo in Toscana: si incontrano a Prato.
- Piccolo Cammino di San Jacopo: si incontrano a Prato.
- Via Francigena: si incontrano a Fucecchio.
- Via Romea Nonantolana: si incontrano in più punti lungo il percorso della tappa n.3 e della tappa Variante di Quarrata.